# Meerhout
Meerhout es una localidad y municipio de la provincia de Amberes en Bélgica. Sus municipios vecinos son Balen, Geel, Ham, Laakdal y Mol. Tiene una superficie de 36,3 km² y una población en 2018 de 10.326 habitantes, siendo los habitantes en edad laboral el 65% de la población.

## Demografía

### Evolución
Todos los datos históricos relativos al actual municipio, el siguiente gráfico refleja su evolución demográfica.
| Gráfica de evolución demográfica de Meerhout entre 1846 y 2020 |
|                                                                |

## Turismo

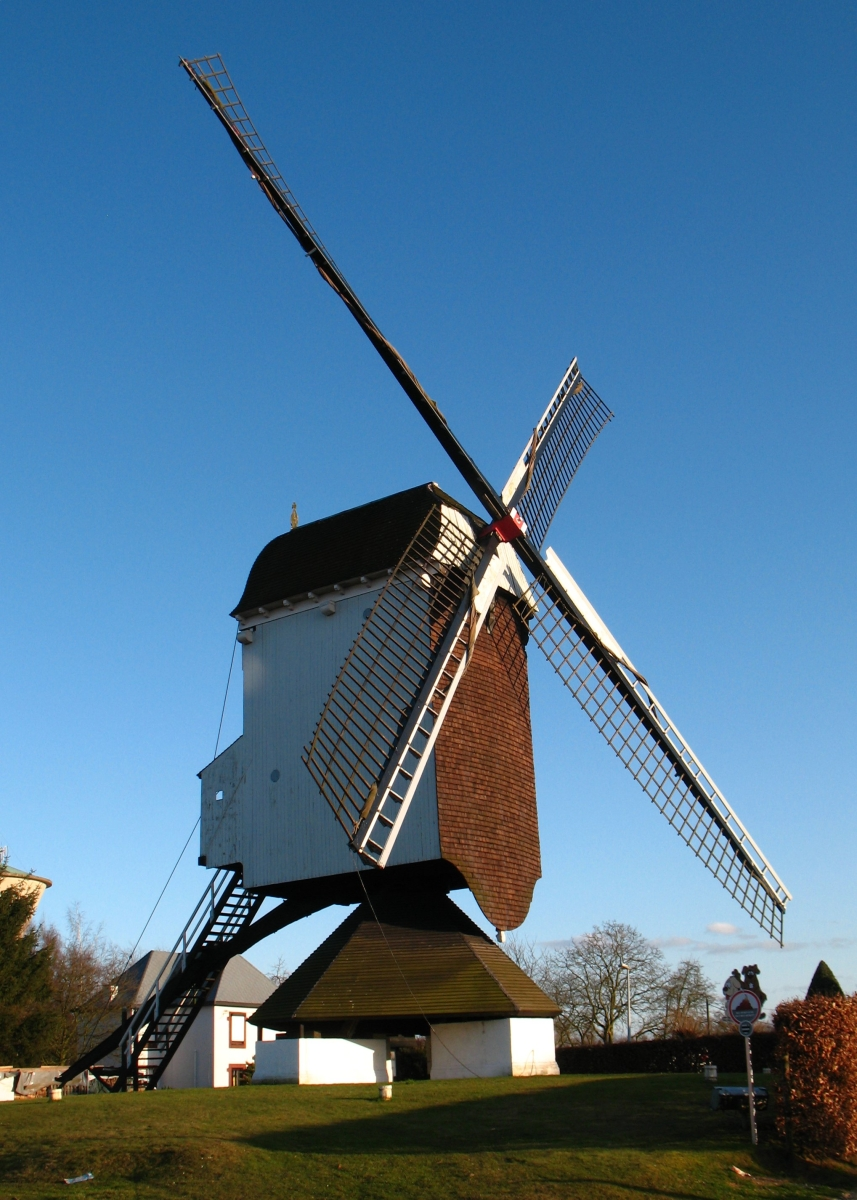

Meerhout es un municipio muy turístico, con muchas bellas rutas como la "drieprovincieënroute", una ruta ciclista que pasa por las provincias de Amberes, Vlaams Brabant y Limburg. Meerhout es muy popular entre la gente de los Países Bajos, Alemania e Irlanda. Cada año, alrededor del último fin de semana de abril, alrededor de 30.000 personas de todo el mundo viajan a Meerhout para ir al Groezrock, uno de los festivales de rock-punk más grandes del mundo.